# دیوید ریکاردو
دیوید ریکاردو (به انگلیسی: David Ricardo) (زاده ۱۸ آوریل ۱۷۷۲ در لندن - درگذشته ۱۱ سپتامبر ۱۸۲۳ در لندن) اقتصاددانی انگلیسی و یکی از نمایندگان مجلس عوام بریتانیا بود. ریکاردو در کنار توماس مالتوس، آدام اسمیت و جان استوارت میل در زمره تأثیرگذارترین اقتصاددانان کلاسیک قرار می‌گیرد. او در زمان حیاتش نظریه‌های مکتب کلاسیک را به بالاترین حد خود توسعه داد.

## زندگی
دیوید ریکاردو در سال ۱۷۷۲ در خانواده‌ای یهودی و اصالتاً هلندی که برای رهایی از تعقیب دادگاه‌های تفتیش عقاید به انگلستان مهاجرت کرده بودند زاده شد. او سومین فرزند از هفده فرزند این خانواده بود. ریکاردو در سن ۱۴ سالگی و پس از آموختن مقدمات کار، دلالی بورس که حرفه پدرش بود را آغاز کرد. علاوه بر این، او در سنین جوانی به‌طور نامنظم به تحصیل فیزیک و ریاضی پرداخت.

## ازدواج و کار
دیوید ریکاردو در سن بیست و یک سالگی با دختری غیریهود ازدواج و مذهب یهود را ترک کرد. ریکاردو و همسرش به سبب این ازدواج از طرف خانواده‌هایشان طرد شدند. اگرچه پدر ریکاردو به دلیل ترک کردن دین یهود از او رنجیده خاطر شد ولی در اواخر عمر خود او را بخشید. ریکاردو پس از جدایی از پدرش به‌طور مستقل به دلالی در بورس ادامه داد. در طول فعالیت ریکاردو در بورس، افرادی که او را می‌شناختند و به او اطمینان داشتند پول خود را به او می‌سپردند. به این ترتیب، ریکاردو ظرف چند سال ثروت خود را به بیشتر از ثروت پدرش افزایش داد.

## ورود به اقتصاد
آشنایی ریکاردو با علم اقتصاد در سال ۱۷۹۹ (۲۷ سالگی) صورت پذیرفت. این آشنایی با رفتن او و همسرش به شهر باث هم‌زمان شد. او در باث فرصتی یافت تا کتاب ثروت ملل آدام اسمیت را بخواند و به این ترتیب با عقاید او آشنا شود. دیوید ریکاردو در سن ۴۳ سالگی دست از کسب و کار خود کشید. او از سال ۱۸۱۹ و در ۴۷ سالگی به نمایندگی مجلس عوام انگلستان درآمد و تا پایان عمر خود در این مقام باقی ماند. در آن زمان، نظرات او به سبب شهرتش همچون رأی مرجعی معتبر پذیرفته می‌شدند.
همچنین، او به عنوان تنها کسی که تحلیل اقتصادی را به مجلس عوام انگلستان آموخت شهرت دارد. ریکاردو در سال ۱۸۲۱ نخستین باشگاه اقتصاد را تأسیس کرد و به دنبال این اتفاق بیشتر کشورها باشگاهی نظیر آن را بنیاد نهادند.

## عقاید
دیوید ریکاردو بر خلاف اسمیت در حوزهٔ اقتصاد، به جای تولید بر مسئلهٔ توزیع متمرکز بود. او در کتاب خود با عنوان اصول اقتصاد سیاسی و مالیات‌ستانی که در سال ۱۸۱۷ چاپ شد بر نظریه توزیع تأکید کرد. این کتاب با بررسی توزیع محصول و درآمد زمین بین سه طبقه اجتماعی شامل مالک، سرمایه‌دار و کارگر آغاز می‌شود. در حقیقت، نظریهٔ توزیع کلید اصلی مکانیزم نظام اقتصادی است. همچنین، این مهم جزو عواملی است که میزان پیشرفت و رشد اقتصادی، حد نهایی مالیات‌ها و اثرات حمایت از صنایع را کنترل می‌کند. ریکاردو که جزو علمای بدبین اقتصاد کلاسیک به‌شمار می‌رود به جای توجه به توسعه و ازدیاد تولید و درآمد بر توزیع آن تأکید می‌کند.
او اقتصاد سیاسی را قوانینی می‌داند که ثروت اقتصادی جامعه بر اساس آن بین طبقات مختلف تقسیم می‌شود. به عقیدهٔ او امکان طرح قانونی کمی در این مورد وجود ندارد ولی به احتمال زیاد می‌توان قوانینی را طرح کرد که با نسبت‌های تولید در ارتباط هستند. مازاد بر این، او صراحتاً قوانین توزیع ثروت را تنها هدف حقیقی این علم بیان می‌کند.
ریکاردو علاوه بر مطالعهٔ عمیق توزیع ثروت به بررسی ارزش مبادله و بازرگانی بین‌المللی نیز اقدام کرد. ماحصل نهایی کار او به نظریهٔ ارزش مبادله ریکاردو و نظریهٔ بازرگانی بین‌المللی ریکاردو شهرت دارند. بنا بر نظریهٔ اول برای آن که کالایی در مبادله ارزش داشته باشد باید مطلوبیت ارائه دهد و در این صورت ارزش مبادله از کمیابی و مقدار نیروی کار حاصل می‌شود. به دیگر بیان، قبل از هر چیزی یک کالا باید مطلوبیت داشته باشد تا مردم آن را خریداری کنند. با این حال، مطلوبیت تنها شرط لازم برای تعیین ارزش مبادله نیست. در حقیقت، به فرض آن که ارزش استفاده برای تعیین ارزش مبادله مهم است، ارزش مبادله از دو منبع شامل کمیابی و هزینه سرچشمه می‌گیرد. او در نظریهٔ بازرگانی بین‌المللی خود بر نظراتش در مورد ارزش مبادله و توزیع ثروت تکیه می‌کند. ریکاردو در این زمینه نظریه برتری نسبی را بیان می‌کند که در مقابل نظریه برتری مطلق آدام اسمت جای می‌گیرد.
اگرچه ریکاردو شدیداً به اصول و اعتقادات خویش پایبند بود ولی اغلب در اقتصاد سیاست‌هایی را تجویز می‌کرد که با منافع خصوصی او مغایرت داشتند. برای مثال، او از زیادی عواید یک بانک انگلیسی انتقاد می‌کرد در حالی که خود یکی از سهامداران این بانک به حساب می‌آمد.

## مرگ
ریکاردو سرانجام در سن ۵۱ سالگی و در حالی که ثروتی فراوان اندوخته بود بر اثر یک بیماری عفونی درگذشت.

## کتاب‌شناسی

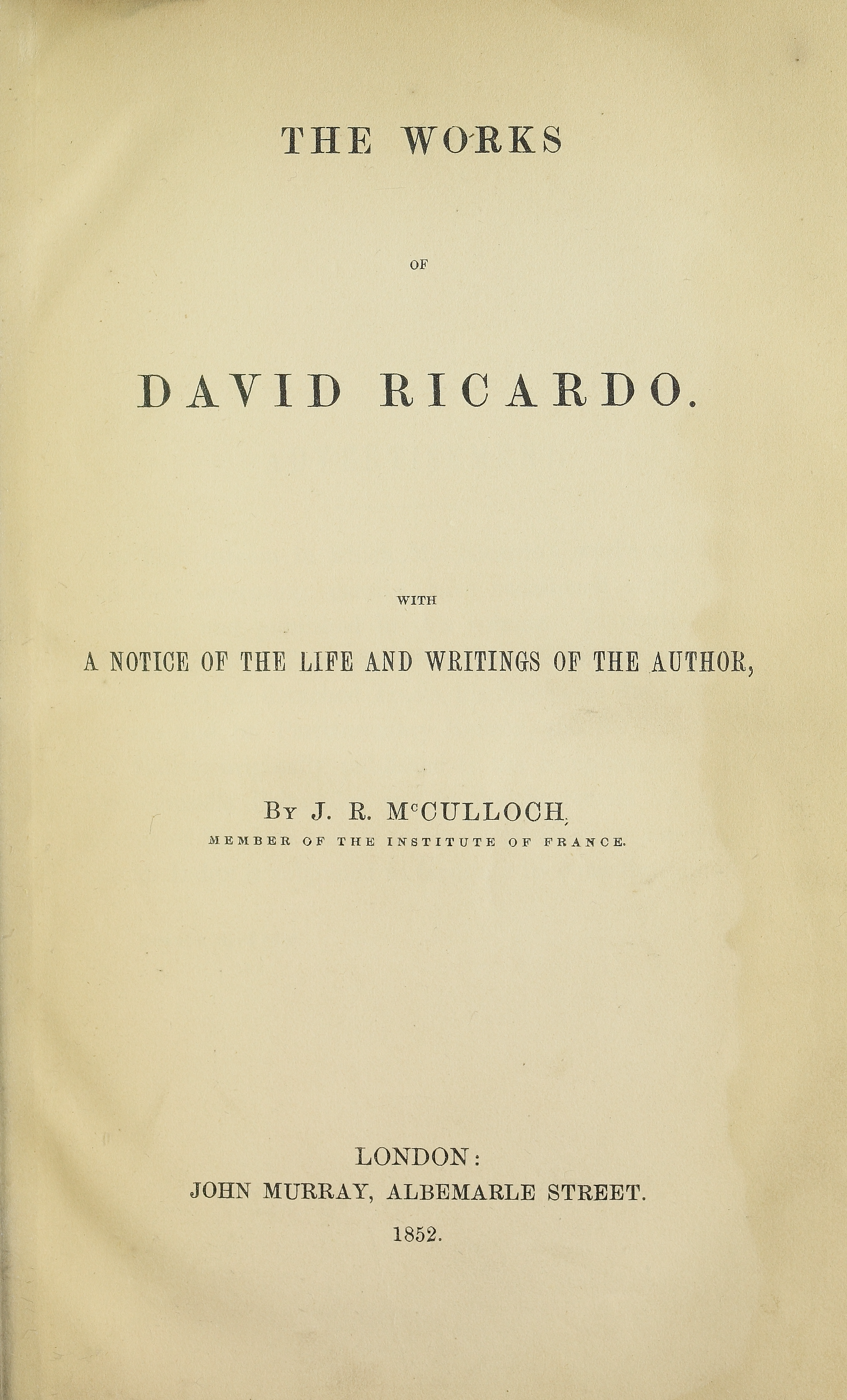
«کارها»، ۱۸۵۲